# Ungarische Fußballnationalmannschaft (U-20-Männer)
Die ungarische U-20-Fußballnationalmannschaft ist eine Auswahlmannschaft ungarischer Fußballspieler. Sie unterliegt dem Magyar Labdarúgó Szövetség und repräsentiert ihn international auf U-20-Ebene, etwa in Freundschaftsspielen gegen die Auswahlmannschaften anderer nationaler Verbände oder bei der U-20-Fußball-Weltmeisterschaft.
Bislang konnte sich die Mannschaft für fünf WM-Endrunden qualifizieren.
Nachdem sie 1977, 1979, 1985 und 1997 jeweils in der Vorrunde ausgeschieden war, erreichte sie 2009 in Ägypten den dritten Platz.

## Teilnahme an U20-Fußballweltmeisterschaften
| 1977 | Vorrunde           |
| 1979 | Vorrunde           |
| 1981 | nicht qualifiziert |
| 1983 | nicht qualifiziert |
| 1985 | Vorrunde           |
| 1987 | nicht qualifiziert |
| 1989 | nicht qualifiziert |
| 1991 | nicht qualifiziert |
| 1993 | nicht qualifiziert |
| 1995 | nicht qualifiziert |
| 1997 | Vorrunde           |
| 1999 | nicht qualifiziert |
| 2001 | nicht qualifiziert |
| 2003 | nicht qualifiziert |
| 2005 | nicht qualifiziert |
| 2007 | nicht qualifiziert |
| 2009 | 3. Platz           |
| 2011 | nicht qualifiziert |
| 2013 | nicht qualifiziert |
| 2015 | Achtelfinale       |
| 2017 | nicht qualifiziert |
| 2019 | nicht qualifiziert |
| 2023 | nicht qualifiziert |